# 五月女結
五月女 結（さおとめ ゆい、1986年3月31日 - ）は、日本のフリーアナウンサー。

## 人物
- 神奈川県藤沢市出身。身長165cm。
- 神奈川県立湘南高等学校、フェリス女学院大学音楽学部を卒業。高校時代はチアリーディングを、大学時代はフットサルをやっていた。また、テレビ朝日アスク受講生でもあり、在学中はBS朝日の「News Access」に学生キャスターとして出演。
- 中学・高校の音楽教員免許とサッカー審判免許を持っている。
- 2008年、愛媛朝日テレビに大角茉里と共にアナウンサーとして入社し、4年間在籍。
- 2012年4月よりメ〜テレに移籍した。
- 2014年3月、一般男性との結婚、及びメ〜テレを寿退社する事をあわせて発表。
- メ〜テレを退社して以降は、東京でフリーアナウンサーとしてのしゃべりの仕事とアナウンススクールで担当講師としての仕事を両立して続けている。

## 現在の担当番組
- なし

## 過去の担当番組
愛媛朝日テレビ時代
- スーパーJチャンネルえひめ（月曜日～火曜日）
  - ぐるりん瀬戸内
- アナろぐ!（火曜日～木曜日）
- eatニュースBOX WIDE
- ココロンTVヒメロン編集部
- 聖カタどっとカム
- eatニュース

メ〜テレ時代
- ドデスカ!
- メ〜テレNEWS
- FC岐阜Jリーグ中継（スカパー!） - リポーター

## 学生時代の出演番組
- News Access（BS朝日、愛媛朝日テレビ入社前に不定期出演）